# تشاندلر
تشاندلر (بالإنجليزية: Chandler, Arizona)‏ هي مدينة تقع في مقاطعة ماريكوبا، أريزونا بولاية أريزونا في الولايات المتحدة. تأسست عام 1912، تبلغ مساحة هذه المدينة 150.2 (كم²)، وترتفع عن سطح البحر 370 م، بلغ عدد سكانها 245628 نسمة في عام 2010 حسب إحصاء مكتب تعداد الولايات المتحدة وتصل الكثافة السكانية فيها 1622.7 نسمة/كم2.

## التركيبة السكانية
حدّد مكتب تعداد الولايات المتحدة بيانات التركيبة السكانية لتشاندلر في تعداد الولايات المتحدة. في ما يلي، التركيبة السكانية حسب تعدادي 2000 و2010.

### تعداد عام 2000
بلغ عدد سكان تشاندلر 176,581 نسمة بحسب تعداد عام 2000، وبلغ عدد الأسر 62,377 أسرة وعدد العائلات 45,382 عائلة مقيمة في المدينة. في حين سجلت الكثافة السكانية 1,043.4 نسمة لكل كيلومتر مربع (2,702.4/ميل2). وبلغ عدد الوحدات السكنية 66,592 وحدة بمتوسط كثافة قدره 393.5 لكل كيلومتر مربع (1,019.2/ميل2).
وتوزع التركيب العرقي للمدينة بنسبة 77.19% من البيض و3.48% من الأمريكيين الأفارقة و1.20% من الأمريكيين الأصليين و4.22% من الأمريكيين ذوي الأصول الآسيوية و0.14% من سكان جزر المحيط الهادئ و10.76% من الأعراق الأخرى و3.01% من عرقين مختلطين أو أكثر و20.99% من الهسبانيون أو اللاتينيون من أي عرق.
بلغ عدد الأسر 62,377 أسرة كانت نسبة 44% منها لديها أطفال تحت سن الثامنة عشر تعيش معهم، وبلغت نسبة الأزواج القاطنين مع بعضهم البعض 57.5% من أصل المجموع الكلي للأسر، ونسبة 10.5% من الأسر كان لديها معيلات من الإناث دون وجود شريك، بينما كانت نسبة 4.7% من الأسر لديها معيلون من الذكور دون وجود شريكة وكانت نسبة 27.2% من غير العائلات. تألفت نسبة 19.3% من أصل جميع الأسر من عدة أفراد يعيشون في نفس المنزل ونسبة 3.6% كانت تتألف من شخص يعيش بمفرده يبلغ من العمر 65 عاماً أو أكثر. وبلغ متوسط حجم الأسرة المعيشية 2.82، أما متوسط حجم العائلات فبلغ 3.26.
بلغ العمر الوسطي للسكان 31.2 عاماً. وكانت نسبة 29.8% من القاطنين تحت سن الثامنة عشر، وكانت نسبة 8.6% بين الثامنة عشر والرابعة والعشرين عاماً، ونسبة 37.9% كانت واقعةً في الفئة العمرية ما بين الخامسة والعشرين والرابعة والأربعين عاماً، ونسبة 17.7% كانت ما بين الخامسة والأربعين والرابعة والستين، ونسبة 5.5% كانت ضمن فئة الخامسة والستين عاماً فما فوق. يوجد لكل 100 أنثى 100.0 ذكر، ويوجد لكل 100 أنثى في الثامنة عشر من عمرها فما فوق 97.4 ذكر.
بلغ متوسط دخل الأسرة في المدينة 55,552 دولارًا، أما متوسط دخل العائلة فبلغ 60,146 دولارًا. وكان متوسط دخل الذكور 41,692 دولارًا مقابل 31,048 دولارًا للإناث. وسجل دخل الفرد الخاص بالمدينة 22,278 دولارًا. وكانت نسبة 5.7% من العائلات ونسبة 8.2% من السكان تحت خط الفقر، وكان من هؤلاء نسبة 10.4% تحت سن الثامنة عشر ونسبة 8.9% في الخامسة والستين من العمر وما فوق.

### تعداد عام 2010
بلغ عدد سكان تشاندلر 236,123 نسمة بحسب تعداد عام 2010، وبلغ عدد الأسر 86,924 أسرة وعدد العائلات 60,212 عائلة مقيمة في المدينة. في حين سجلت الكثافة السكانية 1,395.2 نسمة لكل كيلومتر مربع (3,613.6/ميل2). وبلغ عدد الوحدات السكنية 94,404 وحدة بمتوسط كثافة قدره 557.8 لكل كيلومتر مربع (1,444.7/ميل2).
وتوزع التركيب العرقي للمدينة بنسبة 73.29% من البيض و4.78% من الأمريكيين الأفارقة و1.52% من الأمريكيين الأصليين و8.22% من الأمريكيين ذوي الأصول الآسيوية و0.17% من سكان جزر المحيط الهادئ و8.27% من الأعراق الأخرى و3.75% من عرقين مختلطين أو أكثر و21.94% من الهسبانيون أو اللاتينيون من أي عرق.
بلغ عدد الأسر 86,924 أسرة كانت نسبة 39.6% منها لديها أطفال تحت سن الثامنة عشر تعيش معهم، وبلغت نسبة الأزواج القاطنين مع بعضهم البعض 52.1% من أصل المجموع الكلي للأسر، ونسبة 11.8% من الأسر كان لديها معيلات من الإناث دون وجود شريك، بينما كانت نسبة 5.4% من الأسر لديها معيلون من الذكور دون وجود شريكة وكانت نسبة 30.7% من غير العائلات. تألفت نسبة 22.7% من أصل جميع الأسر من عدة أفراد يعيشون في نفس المنزل ونسبة 4.8% كانت تتألف من شخص يعيش بمفرده يبلغ من العمر 65 عاماً أو أكثر. وبلغ متوسط حجم الأسرة المعيشية 2.71، أما متوسط حجم العائلات فبلغ 3.23.
بلغ العمر الوسطي للسكان 34.1 عاماً. وكانت نسبة 27.6% من القاطنين تحت سن الثامنة عشر، وكانت نسبة 8.8% بين الثامنة عشر والرابعة والعشرين عاماً، ونسبة 31.6% كانت واقعةً في الفئة العمرية ما بين الخامسة والعشرين والرابعة والأربعين عاماً، ونسبة 24.3% كانت ما بين الخامسة والأربعين والرابعة والستين، ونسبة 7.8% كانت ضمن فئة الخامسة والستين عاماً فما فوق. وتوزع التركيب الجنسي للسكان بنسبة 49.1% ذكور و50.9% إناث.

## المناخ
يظهر الجدول التالي التغييرات المناخية على مدار السنة لتشاندلر:
| البيانات المناخية لـتشاندلر       | البيانات المناخية لـتشاندلر | البيانات المناخية لـتشاندلر | البيانات المناخية لـتشاندلر | البيانات المناخية لـتشاندلر | البيانات المناخية لـتشاندلر | البيانات المناخية لـتشاندلر | البيانات المناخية لـتشاندلر | البيانات المناخية لـتشاندلر | البيانات المناخية لـتشاندلر | البيانات المناخية لـتشاندلر | البيانات المناخية لـتشاندلر | البيانات المناخية لـتشاندلر | البيانات المناخية لـتشاندلر |
| الشهر                             | يناير                       | فبراير                      | مارس                        | أبريل                       | مايو                        | يونيو                       | يوليو                       | أغسطس                       | سبتمبر                      | أكتوبر                      | نوفمبر                      | ديسمبر                      | المعدل السنوي               |
| --------------------------------- | --------------------------- | --------------------------- | --------------------------- | --------------------------- | --------------------------- | --------------------------- | --------------------------- | --------------------------- | --------------------------- | --------------------------- | --------------------------- | --------------------------- | --------------------------- |
| الدرجة القصوى °ف (°م)             | 89 (32)                     | 95 (35)                     | 99 (37)                     | 106 (41)                    | 118 (48)                    | 116 (47)                    | 119 (48)                    | 115 (46)                    | 113 (45)                    | 107 (42)                    | 97 (36)                     | 86 (30)                     | 119 (48)                    |
| متوسط درجة الحرارة الكبرى °ف (°م) | 67 (19)                     | 71 (22)                     | 77 (25)                     | 85 (29)                     | 94 (34)                     | 104 (40)                    | 106 (41)                    | 104 (40)                    | 99 (37)                     | 89 (32)                     | 75 (24)                     | 67 (19)                     | 87 (30)                     |
| المتوسط اليومي °ف (°م)            | 54 (12)                     | 58 (14)                     | 63 (17)                     | 70 (21)                     | 78 (26)                     | 87 (31)                     | 92 (33)                     | 90 (32)                     | 85 (29)                     | 74 (23)                     | 61 (16)                     | 54 (12)                     | 72 (22)                     |
| متوسط درجة الحرارة الصغرى °ف (°م) | 41 (5)                      | 45 (7)                      | 49 (9)                      | 54 (12)                     | 61 (16)                     | 70 (21)                     | 77 (25)                     | 76 (24)                     | 70 (21)                     | 59 (15)                     | 47 (8)                      | 40 (4)                      | 57 (14)                     |
| أدنى درجة حرارة °ف (°م)           | 15 (−9)                     | 19 (−7)                     | 24 (−4)                     | 30 (−1)                     | 37 (3)                      | 43 (6)                      | 54 (12)                     | 51 (11)                     | 40 (4)                      | 30 (−1)                     | 22 (−6)                     | 17 (−8)                     | 15 (−9)                     |
| الهطول إنش (مم)                   | 1.01 (26)                   | 1.03 (26)                   | 1.19 (30)                   | 0.33 (8.4)                  | 0.17 (4.3)                  | 0.06 (1.5)                  | 0.89 (23)                   | 1.14 (29)                   | 0.89 (23)                   | 0.81 (21)                   | 0.77 (20)                   | 0.98 (25)                   | 9.20 (234)                  |
| المصدر: The Weather Channel       |                             |                             |                             |                             |                             |                             |                             |                             |                             |                             |                             |                             |                             |

## توأمة
لتشاندلر اتفاقيات توأمة مع:
- تاينان

## أعلام
- كاميرون جوردن
- جيمس س. إروين
- توماس لي جج
- أليكسيس سكاي
- بريت هاندلي
- روي نيكولز
- دنيس هاميلتون
- جيري وليامز
- كيري تايلور
- رالف إريكسون

## وصلات خارجية
- http://www.chandleraz.gov